# Серебряная гора
Серебряная гора (Пильхуэрти Нейка) — легендарная гора из серебра, локализуется на Чукотке или, иногда, на сопредельных территориях севера Дальнего Востока.
Согласно легенде, где-то находится гора из чистого серебра. Серебряная гора отмечена тем, что на ней есть небольшое озеро и растут две сосны.
Эта легенда, подобно рассказам об Эльдорадо или Сагеней, воодушевляла многих первопроходцев и исследователей крайнего Северо-Востока.
Независимо от наличия или отсутствия реальной основы, Серебряная гора остаётся одним из популярных северных мифов, подобно легендам о Земле Санникова, сииртя, онкилонах и т. п.